# Mircea Veroiu
Mircea Veroiu (29 de abril de 1941 – 26 de diciembre de 1997) fue un director, guionista ya actor cinematográfico de nacionalidad rumana. 
Nacido en Târgu Jiu, Rumanía, entre 1968 y 1997 dirigió un total de 22 filmes. Fue miembro del jurado del Festival Internacional de Cine de Berlín de 1991.
Mircea Veroiu falleció en 1997.

## Filmografía

### Como director
- Ceasul (1970)
- Apa ca un bivol negru (1971)
- Nunta de piatră (1972)
- Șapte zile (1973)
- Duhul aurului (1974)
- Hyperion (1975)
- Dincolo de pod (1975)
- Profetul, aurul și ardelenii (1978)
- Între oglinzi paralele (1978)
- Artista, dolarii și ardelenii (1980)
- Semnul Șarpelui (1981)
- Așteptând un tren (1982)
- Sfârșitul nopții (1982)
- Să mori rănit din dragoste de viață (1983)
- Adela (1984)
- Umbrele soarelui (1988)
- Somnul insulei (1994)
- Craii de Curtea Veche (1995)
- Scrisorile prietenului (1996)
- Femeia în roșu (1997)

### Como guionista
- Nunta de piatră (1972) – segmento ”Fefeleaga”
- Dincolo de pod (1975)
- Adela (1984)
- Somnul insulei (1994)
- Femeia în roșu (1997)

### Como actor
- Actorul și sălbaticii (1975)
- Înarmat și foarte periculos (1976)
- Oaspeți de seară (1976)
- Rîul care urcă muntele (1977)
- Rug și flacără (1979)
- Trenul de aur (1986)